# Elom Nya-Vedji
Elom Kodjo Nya-Vedji (Vogan, 24 novembre 1997) è un calciatore togolese, centrocampista del Malisheva e della nazionale togolese.

## Carriera

### Nazionale
Il 4 giugno 2017 ha debuttato con la nazionale togolese giocando l'amichevole vinta 2-0 contro le Comore.

## Statistiche
Statistiche aggiornate al 16 novembre 2020.

### Cronologia presenze e reti in nazionale
| Cronologia completa delle presenze e delle reti in nazionale ― Togo | Cronologia completa delle presenze e delle reti in nazionale ― Togo | Cronologia completa delle presenze e delle reti in nazionale ― Togo | Cronologia completa delle presenze e delle reti in nazionale ― Togo | Cronologia completa delle presenze e delle reti in nazionale ― Togo | Cronologia completa delle presenze e delle reti in nazionale ― Togo | Cronologia completa delle presenze e delle reti in nazionale ― Togo | Cronologia completa delle presenze e delle reti in nazionale ― Togo |
| Data                                                                | Città                                                               | In casa                                                             | Risultato                                                           | Ospiti                                                              | Competizione                                                        | Reti                                                                | Note                                                                |
| ------------------------------------------------------------------- | ------------------------------------------------------------------- | ------------------------------------------------------------------- | ------------------------------------------------------------------- | ------------------------------------------------------------------- | ------------------------------------------------------------------- | ------------------------------------------------------------------- | ------------------------------------------------------------------- |
| 4-6-2020                                                            | Marsiglia                                                           | Togo                                                                | 2 – 0                                                               | Comore                                                              | Amichevole                                                          | 1                                                                   |                                                                     |
| 4-9-2020                                                            | Agadir                                                              | Togo                                                                | 0 – 1                                                               | Malawi                                                              | Amichevole                                                          | -                                                                   | 85’                                                                 |
| 12-10-2020                                                          | Tunisi                                                              | Togo                                                                | 1 – 1                                                               | Sudan                                                               | Amichevole                                                          | -                                                                   | 46’                                                                 |
| 14-11-2020                                                          | Il Cairo                                                            | Egitto                                                              | 1 – 0                                                               | Togo                                                                | Qual. Coppa d'Africa 2021                                           | -                                                                   | 88’                                                                 |
| 17-11-2020                                                          | Lomé                                                                | Togo                                                                | 1 – 3                                                               | Egitto                                                              | Qual. Coppa d'Africa 2021                                           | 1                                                                   | 70’                                                                 |
| 5-9-2021                                                            | Lomé                                                                | Togo                                                                | 0 – 1                                                               | Namibia                                                             | Qual. Mondiali 2022                                                 | -                                                                   | 46’                                                                 |
| Totale                                                              |                                                                     | Presenze                                                            | 6                                                                   |                                                                     | Reti                                                                | 2                                                                   |                                                                     |